# Sigmund von Riezler

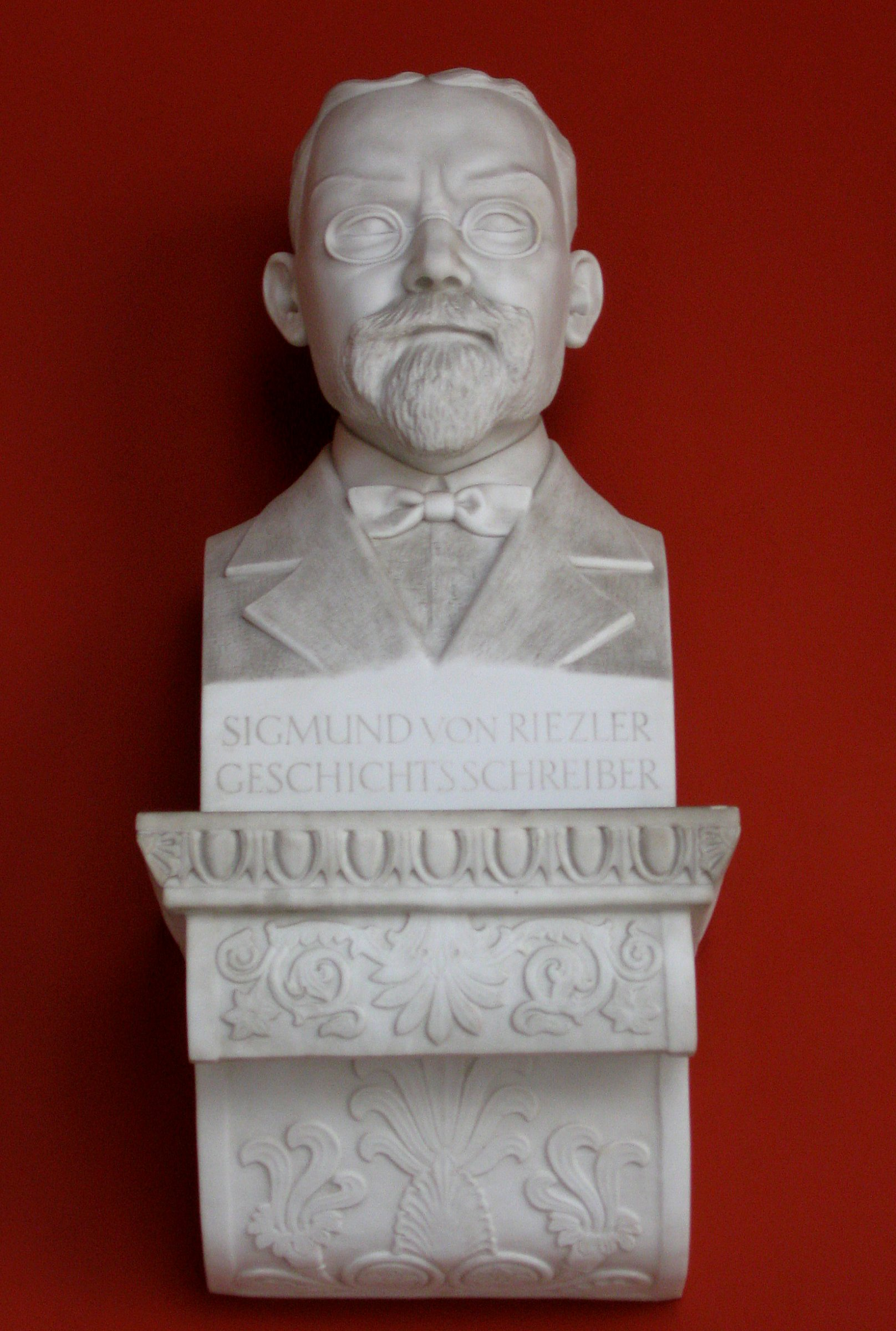
Büste in der Ruhmeshalle in München

Sigmund Otto Riezler, ab 1900 Ritter von Riezler (* 2. Mai 1843 in München; † 28. Januar 1927 in München), war ein deutscher Historiker. Riezler war der erste Inhaber des Lehrstuhls für bayerische Landesgeschichte an der Ludwig-Maximilians-Universität München. Er gilt als Nestor der bayerischen Geschichtsschreibung.

## Leben und Wirken
Sigmund Riezler entstammte einer bayerischen Gelehrten- und Kaufmannsfamilie, die im 18. Jahrhundert nach München ging. Er stammte aus der zweiten Ehe des Bankiers Joseph Riezler mit Alphonsine, geborene Sendtner, einer Tochter des Schriftstellerehepaars Jakob Ignaz und Barbara „Betty“ Sendtner. Seine jüngeren Brüder waren der Maler Albrecht und der bayrische Generalmajor Emanuel Riezler.
Sigmund Riezler besuchte das Ludwigsgymnasium München. Er studierte von 1861 bis 1866 Geschichte und Jura an der Ludwig-Maximilians-Universität München. Seit 1862 war er Mitglied des Corps Isaria. Seine akademischen Lehrer waren Wilhelm von Giesebrecht, Ignaz von Döllinger und Wilhelm Heinrich Riehl. Riezler beteiligte sich 1864 mit Karl Theodor Heigel an einer bayerischen Preisfrage des Historischen Seminars. Daraus ging 1867 das gemeinsam mit Heigel veröffentlichte Buch über das Herzogtum Bayerns unter Heinrich dem Löwen und Otto von Wittelsbach hervor. Die Darstellung wurde als Dissertation akzeptiert. 1869 erfolgte seine Habilitation mit einer Studie über den Kreuzzug Friedrich Barbarossas. Seit Januar 1869 war Riezler für kurze Zeit Privatdozent für Paläographie, Diplomatik und bayerische Geschichte. Am Deutsch-Französischen Krieg beteiligte er sich als Freiwilliger im Leibregiment. Riezler galt als nationalliberal und befürwortete eine Kleindeutsche Lösung. In der Reichsgründung durch Otto von Bismarck sah Riezler „die Erfüllung der bayerischen Geschichte“. Im Kulturkampf war er kein „Verfechter des katholisch-patriotischen Standpunktes“.
Im April 1871 wurde er Leiter des Fürstlich-Fürstenbergischen Archivs in Donaueschingen. Dort übernahm er 1872 auch die Leitung der Fürstlich Fürstenbergischen Hofbibliothek sowie des Münz- und Kupferstichkabinetts. Zudem war er zwischen 1871 und 1883 Vorsitzender der Abteilung Geschichte des Vereins für Geschichte und Naturgeschichte der Baar. Seit 1877 war er außerordentliches Mitglied der Historischen Klasse und seit 1883 ordentliches Mitglied der Historischen Kommission bei der Königlich Bayerischen Akademie der Wissenschaften. Seit 1883 war er wieder in München und dort Oberbibliothekar der Hof- und Staatsbibliothek. Zwei Jahre später übernahm er die Leitung des Maximilianeums, die er bis 1919 innehatte. Von 1897 bis 1918 war er Mitglied der Zentraldirektion der Monumenta Germaniae Historica.

Prinzregent Luitpold von Bayern setzte am 4. Juli 1898 seine Unterschrift unter Riezlers Berufung zum „ordentlichen Professor der bayerischen Landesgeschichte“

Im Jahr 1898 wurde er Professor für bayerische Landesgeschichte an der Ludwig-Maximilians-Universität München und damit erster Inhaber dieses Lehrstuhles. Es war der erste landesgeschichtliche Lehrstuhl in Deutschland überhaupt. Bereits in den 1870er Jahren hatte der Kultusminister Johann von Lutz für einen Lehrstuhl für bayerische Geschichte an der Universität München plädiert. Infolge politischer Meinungsverschiedenheiten zog sich die Einrichtung des Lehrstuhles bis 1898 hin. Die Berufung Riezlers war bei den Abgeordneten der bayerischen Zentrumspartei im Landtag umstritten. Ihm wurden „Gehässigkeit“ gegenüber der Kirche und eine kritische Haltung gegenüber der regierenden Dynastie vorgeworfen. Sein bis dahin erworbenes wissenschaftliches Ansehen gab aber für seine Berufung den Ausschlag. Drei Jahre nach seiner Berufung wurde er in den Adelsstand erhoben. Von 1908 bis 1916 war er Sekretär bei der Historischen Kommission der Bayerischen Akademie der Wissenschaften. 1917 musste von Riezler im Alter von 74 Jahren aus gesundheitlichen Gründen emeritiert werden. Zu von Riezlers akademischen Schülern gehörten Theodor Bitterauf, Max Buchner, Max Heuwieser, Fridolin Solleder und Karl Alexander von Müller. Entgegen Riezlers Vorstellungen wurde nicht sein Schüler Karl Alexander von Müller, sondern am 1. Dezember 1917 Michael Doeberl zu seinem Nachfolger auf dem Lehrstuhl berufen. Doeberl gelang 1927 die Gründung der Kommission für bayerische Landesgeschichte, die Riezler verhindern wollte. In seinen letzten Lebensjahren überarbeitete Riezler die ersten Bände seiner Geschichte Baierns. Die zweite Auflage seines ersten Bandes Geschichte Baierns konnte er noch abschließen. Seine letzte Ruhestätte fand er auf dem Friedhof von Holzhausen am Starnberger See. Sein Sohn war der Rechtswissenschaftler Erwin Riezler.

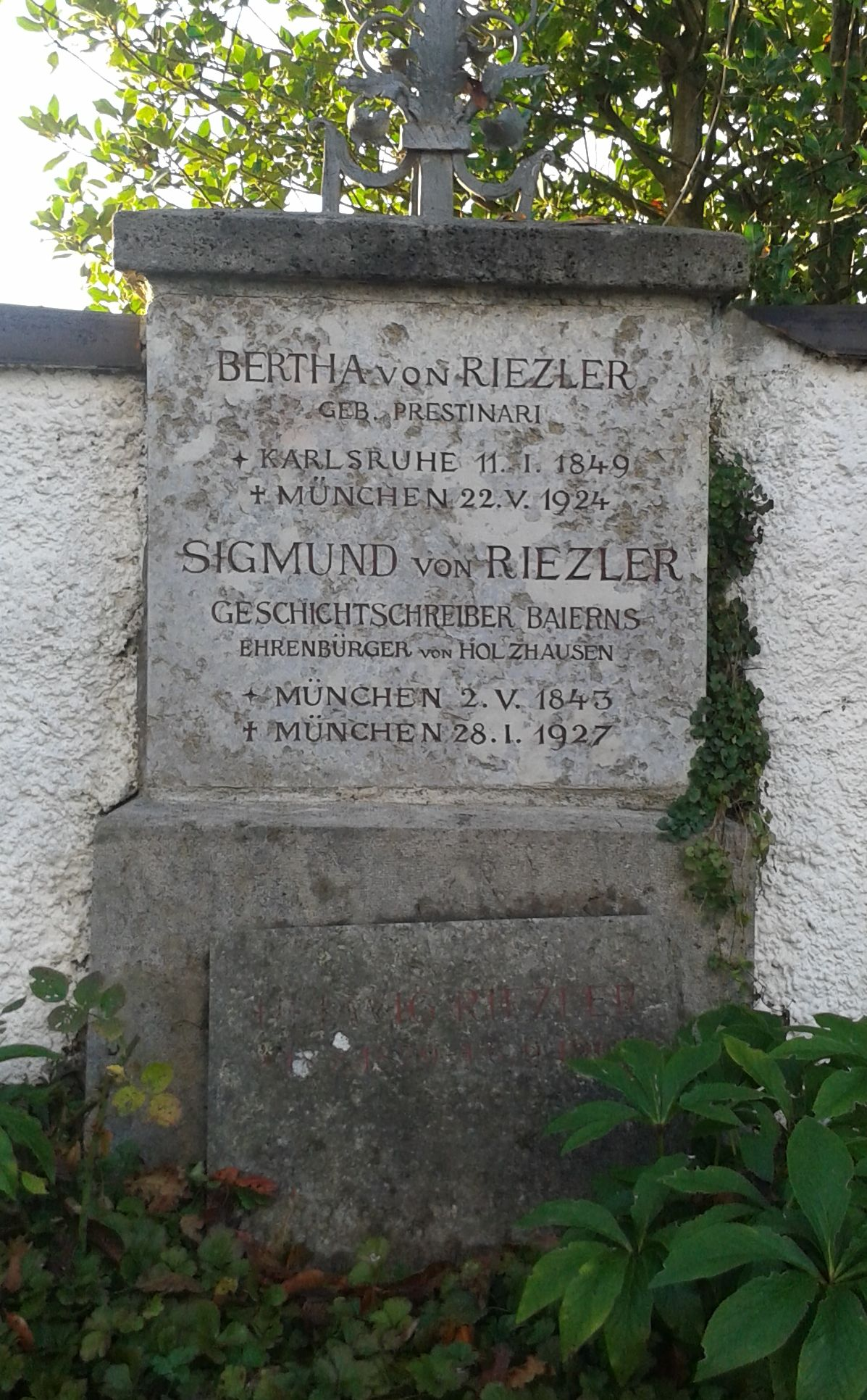
Grabstein in Holzhausen am Starnberger See

Riezlers seit 1878 erschienene achtbändige Geschichte Baierns verschaffte dem Lehrstuhl für bayerische Landesgeschichte weit über Bayern hinaus Ansehen. Die erste wissenschaftliche und aus den Quellen erarbeitete bayerische Gesamtdarstellung berücksichtigte neben der Politikgeschichte auch die Kultur-, Kirchen- und Sozialgeschichte. Riezlers erster Band (1878) behandelte die Zeit bis zum Tod Heinrichs des Löwen. Der zweite Band (1880) umfasste den Zeitraum bis zum Tod Ludwigs des Bayern. Der dritte Band (1889) führte das Mittelalter bis zum Jahr 1508 zu Ende. Der vierte Band (1899) beschrieb das 16. Jahrhundert. Der fünfte Band (1903) widmete sich dem Zeitalter des bayerischen Kurfürsten Maximilian I. Der sechste Band behandelte die Verfassung und Kultur von 1508 bis 1651. Der siebente und achte Band seiner Geschichte Baierns behandeln die Geschichte bis in das Jahr 1726 mit dem Tod Max Emanuels, des Kurfürsten von Bayern. Ein Registerband erschien 1932 in München. Riezlers Darstellung ist ähnlich wie die Jahrbücher der Deutschen Geschichte konzipiert. Er ging strikt chronologisch vor und wertete für jedes Jahr die schriftlichen Quellen umfassend aus. Er erhielt 1909 für den fünften und sechsten Band seiner Geschichte Baierns den Verdun-Preis. Riezlers Geschichte Baierns brachte der Landesgeschichte zahlreiche Impulse. Bei aller Hervorhebung der Bedeutung Bayerns wollte Riezler auch die „Nothwendigkeit der politischen Einheit der Nation und einer starken Zentralgewalt“ betonen. So konnte er über Ludwig den Bayern, der nach seiner Ansicht dem vielfach geschmähten „Partikularismus“ anhing, keine positive Beurteilung ausstellen. Ludwig habe nicht entschieden die deutsche Sache gegenüber der Kurie vertreten.
Riezlers bedeutendster Schüler Karl Alexander von Müller wurde später sein Lehrstuhlnachfolger. Er sollte die Geschichte Baierns fortsetzen und damit das 18. und 19. Jahrhundert behandeln. Müller hat die von Riezler gewünschte Fortsetzung seines Werkes allerdings nicht übernommen. Neben seiner Geschichte Baierns hat Riezler Editionen über die Vatikanischen Akten zur Deutschen Geschichte in der Zeit Ludwigs des Bayern (1891) und der Annales Boiorum von Johannes Aventin vorgelegt. Im Jahr 1874 hat er einen Band über Die literarischen Widersacher der Päpste zur Zeit Ludwigs des Baiers veröffentlicht. Mit dem Militär Karl von Wallmenich legte er die maßgebliche Quellensammlung in drei Bänden, die Akten zur Geschichte des baierischen Bauernaufstandes 1705/06 vor.
Riezler wohnte im Haus Widenmayerstraße 2 im Münchner Stadtteil Lehel.

## Schriften
Monographien
- Geschichte Baierns. 8 Bände. F. A. Perthes, Gotha 1878–1914. (Archive, Band 2)
- mit Karl Theodor Heigel: Das Herzogthum Bayern zur Zeit Heinrichs des Löwen und Ottos I. von Wittelsbach. München 1867 (Digitalisat).
- Der Kreuzzug Kaiser Friedrichs I. Göttingen 1869.
- Die literarischen Widersacher der Päpste zur Zeit Ludwigs des Baiers. Ein Beitrag zur Geschichte der Kämpfe zwischen Staat und Kirche. Leipzig 1874.
- Geschichte des Fürstlichen Hauses Fürstenberg und seiner Ahnen bis zum Jahre 1509. Tübingen 1883. UB Düsseldorf
- Geschichte der Hexenprozesse in Bayern. Im Licht der allgemeinen Entwickelung dargestellt. Cotta, Stuttgart 1896 (online).
- Das glücklichste Jahrhundert bayerischer Geschichte 1806–1906. München 1906.

Herausgeberschaften
- Vatikanische Akten zur deutschen Geschichte in der Zeit Kaiser Ludwigs des Bayern. Innsbruck 1891.
- mit Karl von Wallmerich: Akten zur Geschichte des bairischen Bauernaufstandes 1705/06. 3 Bde. Verlag der Königlich Bayerischen Akademie der Wissenschaften, München 1912–1915.